# Ông già cõng vợ đi chơi hội
Ông già cõng vợ đi chơi hội là một tiết mục tuồng cổ.

## Lịch sử
Nguyên bản Ông già cõng vợ đi chơi hội là một tuồng mục đơn sơ, thường diễn bên lề những đám hội hoặc vở diễn lớn, xuất hiện từ bao giờ không ai rõ. Đến thập niên 1960, trong buổi thịnh của sân khấu, Nhà hát Tuồng Việt Nam đã cải biên tuồng mục này sao cho lớp lang, đa thoại hơn. Đặc biệt, trong các thập niên 1970 đến 1990, tiết mục này đi liền với tên tuổi nghệ sĩ nhân dân Đàm Liên, được nhiều giải thưởng cấp quốc gia và xuất ngoại lưu diễn.

## Nội dung
Bối cảnh thời Lê mạt. Nhân tiết xuân, gần xa nô nức yến anh trẩy hội. Có cậu Cà Lắp con quan thiên hộ ở nội phủ ỷ thế cậy quyền hiếp bức gái nhà lành. Y liếc thấy một ông lão cõng vợ trẻ đi xem hội, bèn nảy ý chiếm vợ người. Nhưng ông lão đã dạy công tử một bài học nhớ đời, qua đó giữ được tình khắng khít với vợ.

### Nhân vật
- Cậu Cà Lắp
- Ông lão
- Vợ ông lão
- Bọn người nhà Cà Lắp
- Dân làng

### Kĩ thuật
- Nhân vật thủ diễn Cà Lắp phải luyện khẩu âm sao cho lắp ba lắp bắp nhưng phải đảm bảo độ dí dỏm.
- Tài tử sắm vai ông lão phải kiêm luôn cô vợ trẻ, nhân vật lão ông râu tóc bạc phơ là hình nộm, ông lão và vợ trẻ phân biệt nhau bằng cái quạt trên tay vợ.

## Ảnh hưởng
Tiết mục Ông già cõng vợ đi chơi hội xuất hiện thảng hoặc trong phần Cầu hôn phim Đêm hội Long Trì nhằm minh diễn biến chuyển tâm lí nhân vật Đặng Lân (Hoàng Thắng) và số phận nhân vật Quỳnh Hoa quận chúa (Thu Hà). Vai ông già và vợ do nghệ sĩ Đàm Liên thủ diễn.
Trong chương trình Tìm kiếm tài năng Việt Nam - mùa III (05 tháng 04 năm 2015), thí sinh Nguyễn Đức Vĩnh đã đoạt ngôi quán quân với màn tái hiện tuồng mục này chỉ sau 1 tuần ráo riết tập luyện.